# Dendrotelme

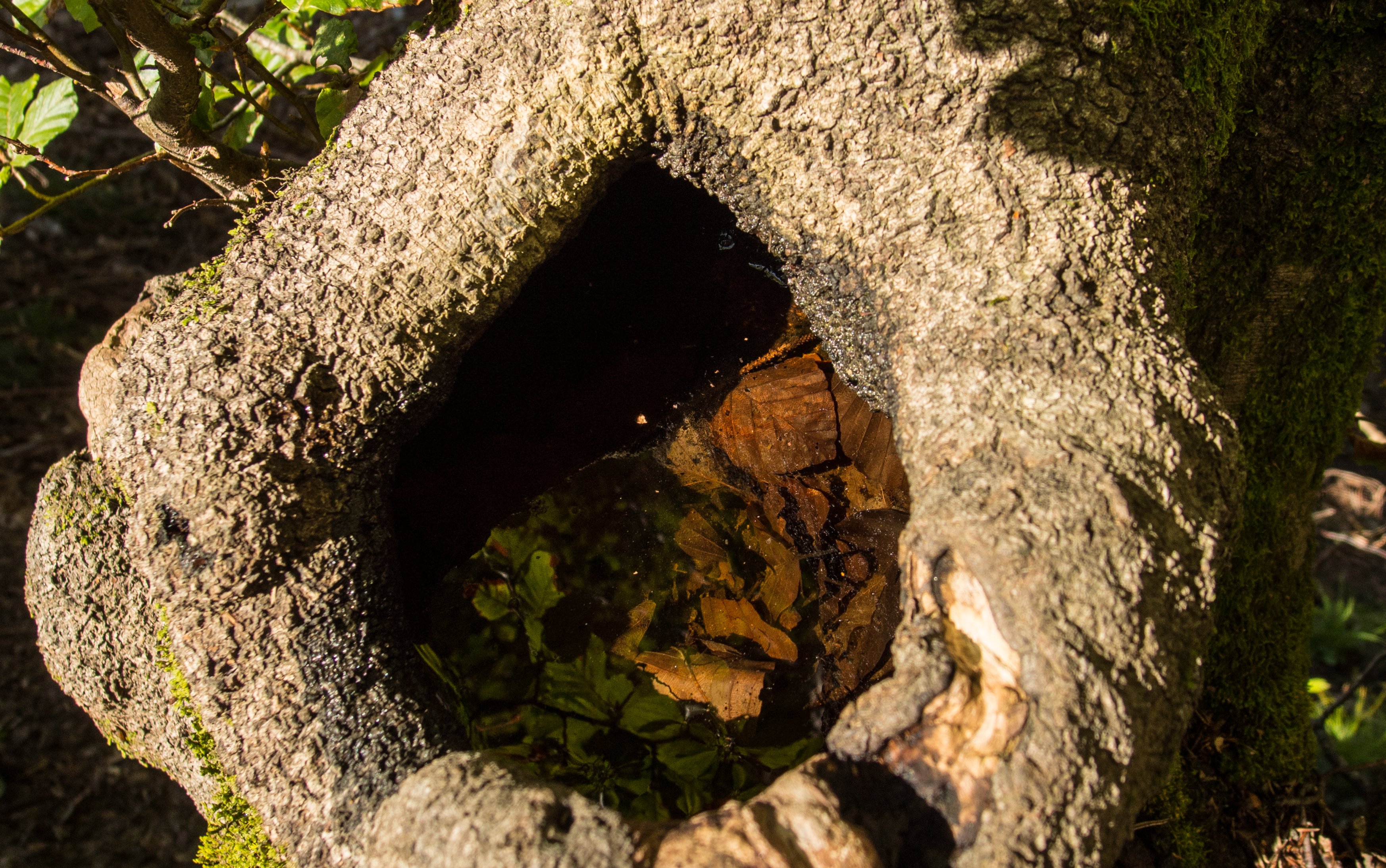
Dendrotelme d'un Hêtre.

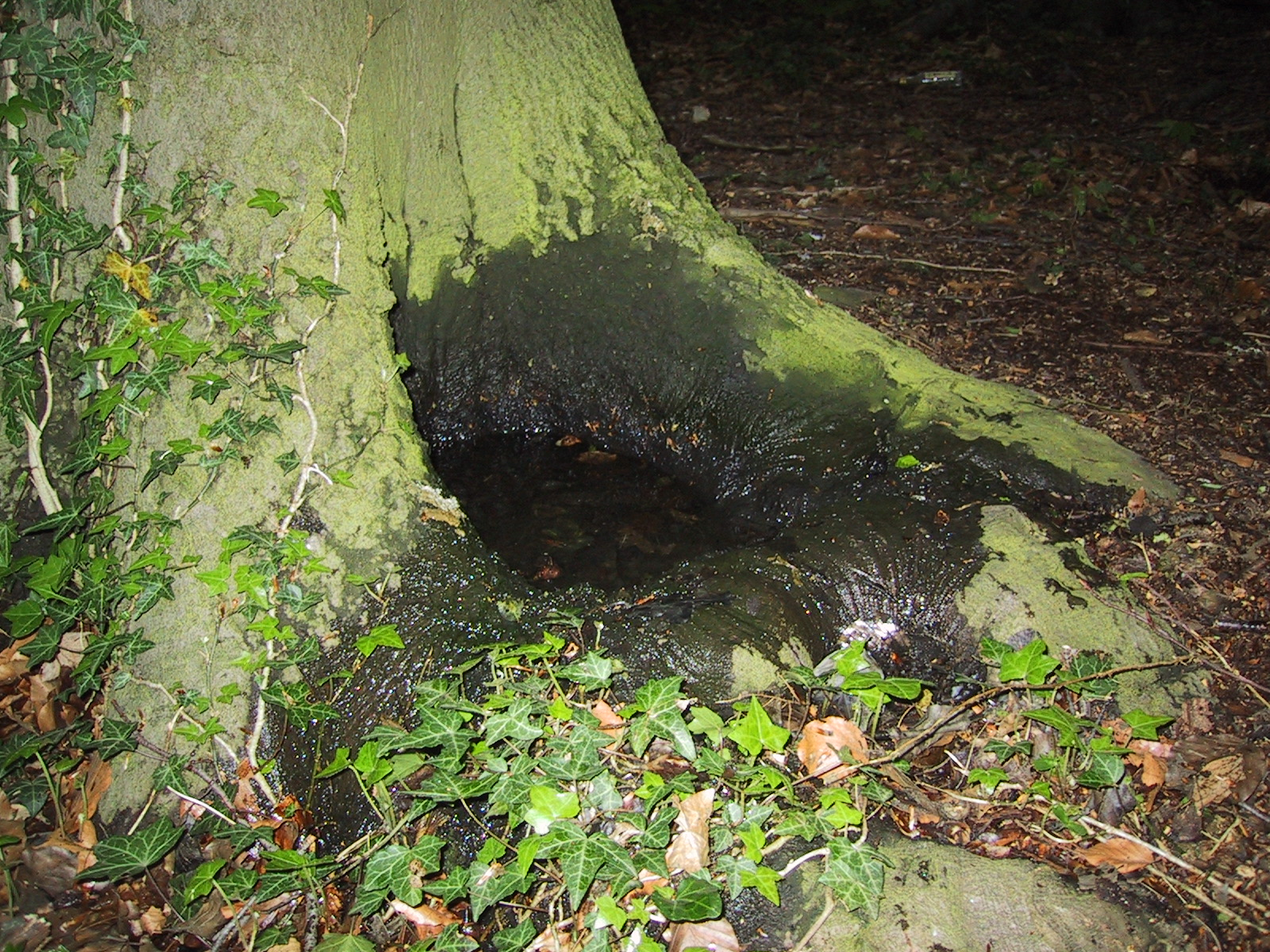
Dendrotelme à la base d'un arbre.

Le dendrotelme (du grec ancien δένδρον, déndron (« arbre ») et τέλμα, telma (« mare »)) est un microhabitat aquatique, généralement temporaire, contenu dans le creux d'un arbre et susceptible de supporter la vie ou une partie du cycle de vie de certaines espèces animales, végétales et fongiques inféodées. Cette réserve d'eau peut-être située à la base ou dans la partie aérienne de l'arbre. 
Le dendrotelme est un type de phytotelme comme les urnes de certaines plantes carnivores et les réservoirs des Broméliacées ainsi qu'un type de dendromicrohabitat à l'instar des broussins, des trous de Pic et des balais de sorcière.

## Caractéristiques

### Formation

schéma de dendrotelme.

Ce microhabitat aquatique ou semi-aquatique se crée lors de la bifurcation de certaines branches ou lors de leur arrachage issu d'une origine naturelle ou de l'exploitation forestière traditionnelle. Le processus de décomposition du bois par les champignons étant plus rapide que la cicatrisation qui reste périphérique, le centre se creuse et la cavité se forme. S'ensuivent une accumulation plus ou moins temporaire d'eau de pluie, la décomposition de feuilles et autres débris ainsi que la diffusion de substances organiques provenant de l'arbre. Cette eau y séjourne pendant plusieurs mois consécutifs, temporairement ou continuellement, le liquide s'évaporant régulièrement. Le fond et éventuellement les parois de la cavité se tapissent d'un terreau fin brun noirâtre. Souvent le dendrotelme présente un déversoir, constitué par une échancrure ou par une fente, au travers de laquelle de l'eau suinte parfois continuellement. De tels écoulements durables sont des habitats dits madicoles et sont le prolongement écologique de la cavité,. 

### Particularités

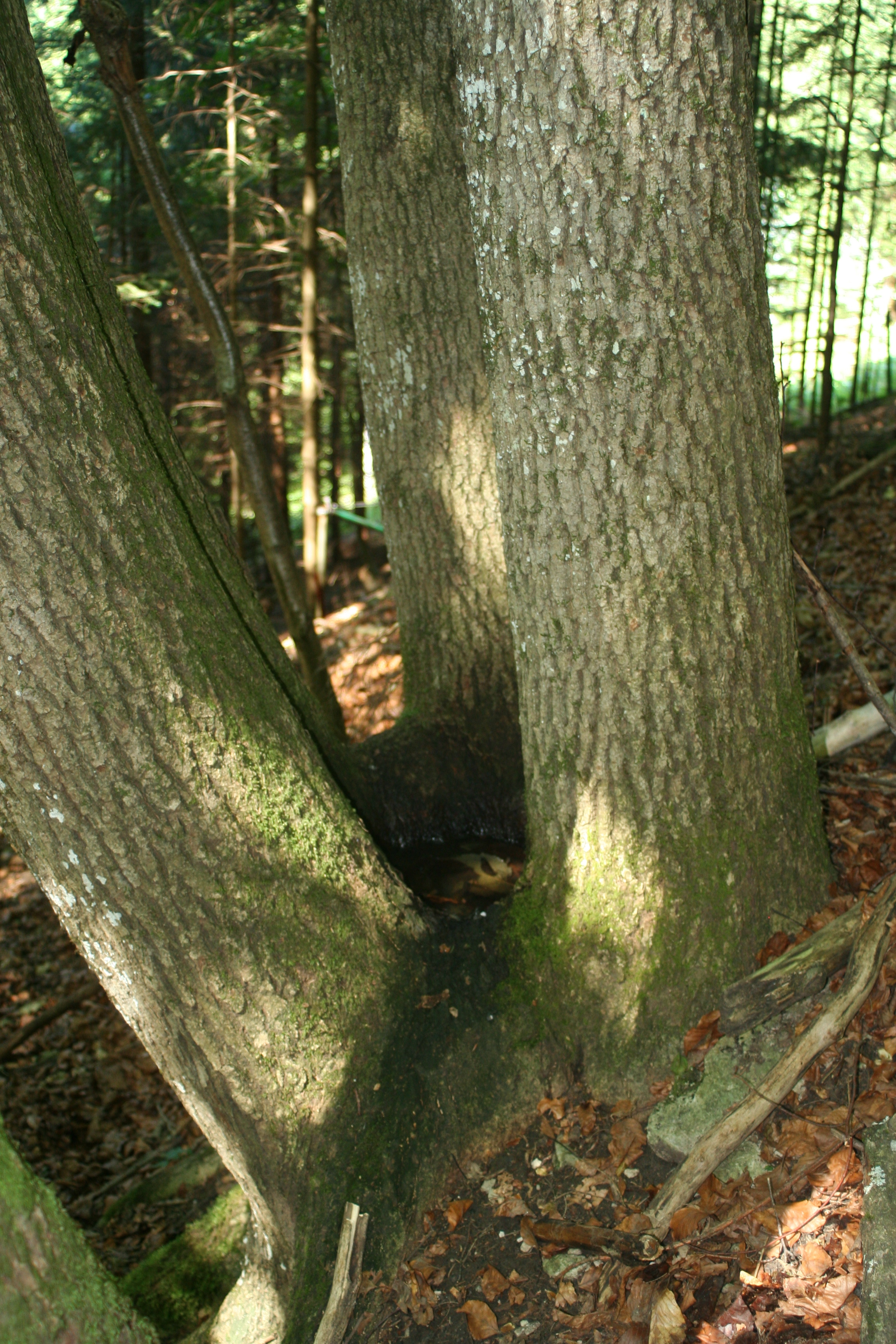
Dendrotelme formé par jonction des troncs de Frênes élevés.

La spécialisation de cet habitat provient principalement de la nature des substances que son eau renferme et du fait qu'il n'y a pas d'écoulement par le bas : il n'y a aucun lessivage du terreau, qui conserve et emmagasine toutes les substances formées par décomposition du bois. L'eau est brunâtre et fortement alcaline, elle contient des acides humiques, une quantité importante de sels de potassium et des tanins qui constituent ainsi une infusion à la fois riche en humus et toxique pour la plupart des organismes,. 

### Essences forestières concernées
Des essences aux bois compact et dur sont plus appropriées pour retenir l'eau comme par exemple le Tulipier de Virginie en Amérique du Nord et, en Europe, le Hêtre, les Tilleuls, le Marronnier, les Frênes et les Chênes alors que les Ormes, les Bouleaux et le Platane, plus tendres, sont moins courants. Quant aux arbres à la moelle spongieuse tels que les Saules et Peupliers, ils ne retiennent pas l'eau et leur cavités sont composées d'un humus noir tout au plus temporairement mouillé.  

### Chorologie
Le dendrotelme est caractéristique des forêts anciennes, c'est-à-dire de forêts n'ayant pas connu de bouleversement profonds de longue date. Commun en forêt tropicale, ce type d'habitat l'est beaucoup moins en forêt tempérée. En Europe occidentale, il semble que ce micro-habitat ait pu être plus courant par le passé. L'exploitation forestière moderne ainsi que le nettoyage systématique des forêts sont à l'origine de sa raréfaction, au contraire de l'exploitation traditionnelle par émondage et création de tétard qui lui sont favorables,,.

## Espèces inféodées

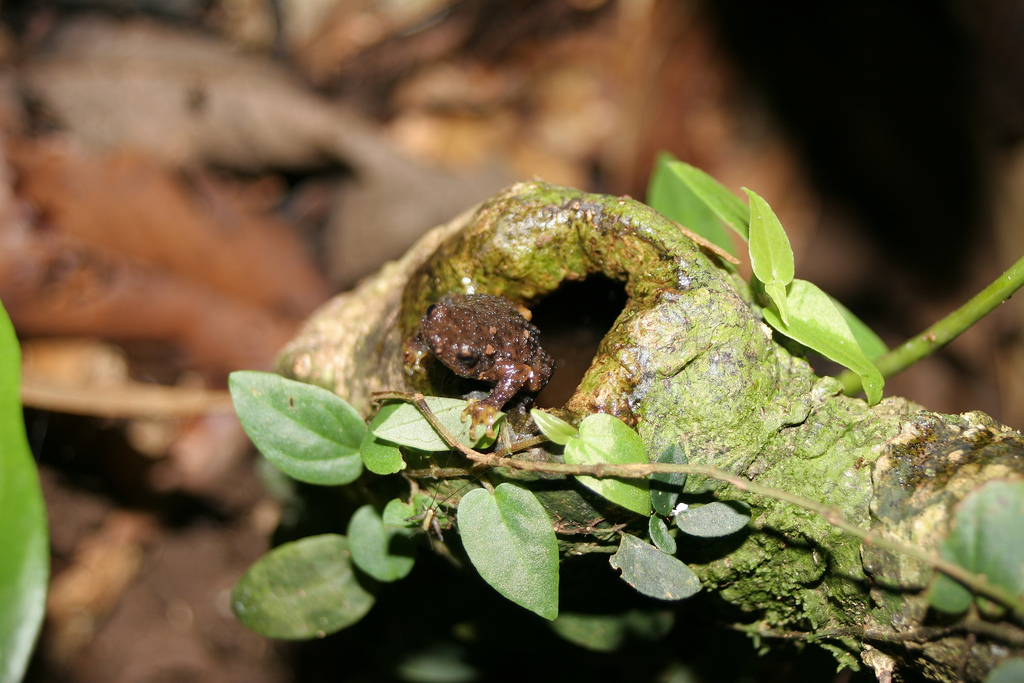
Metaphrynella sundana, une petite grenouille de l'île de Bornéo.

En termes de biodiversité, le dendrotelme est un microhabitat assez pauvre mais remarquablement spécifique à certaines espèces.

### Batraciens
À l'image des autres phytotelmes, le dendrotelme est utilisé par les batraciens adultes, plus rarement pour le développement des têtards. Au moins une espèce y est strictement inféodée, Metaphrynella sundana. Elle vit dans les forêts primaires de plaine et les vieilles forêts secondaires de l'île de Bornéo. Ses têtards s'y développent et le mâle utilise la réverbération du son par la cavité pour augmenter la puissance de ses vocalises,.

### Bryophytes

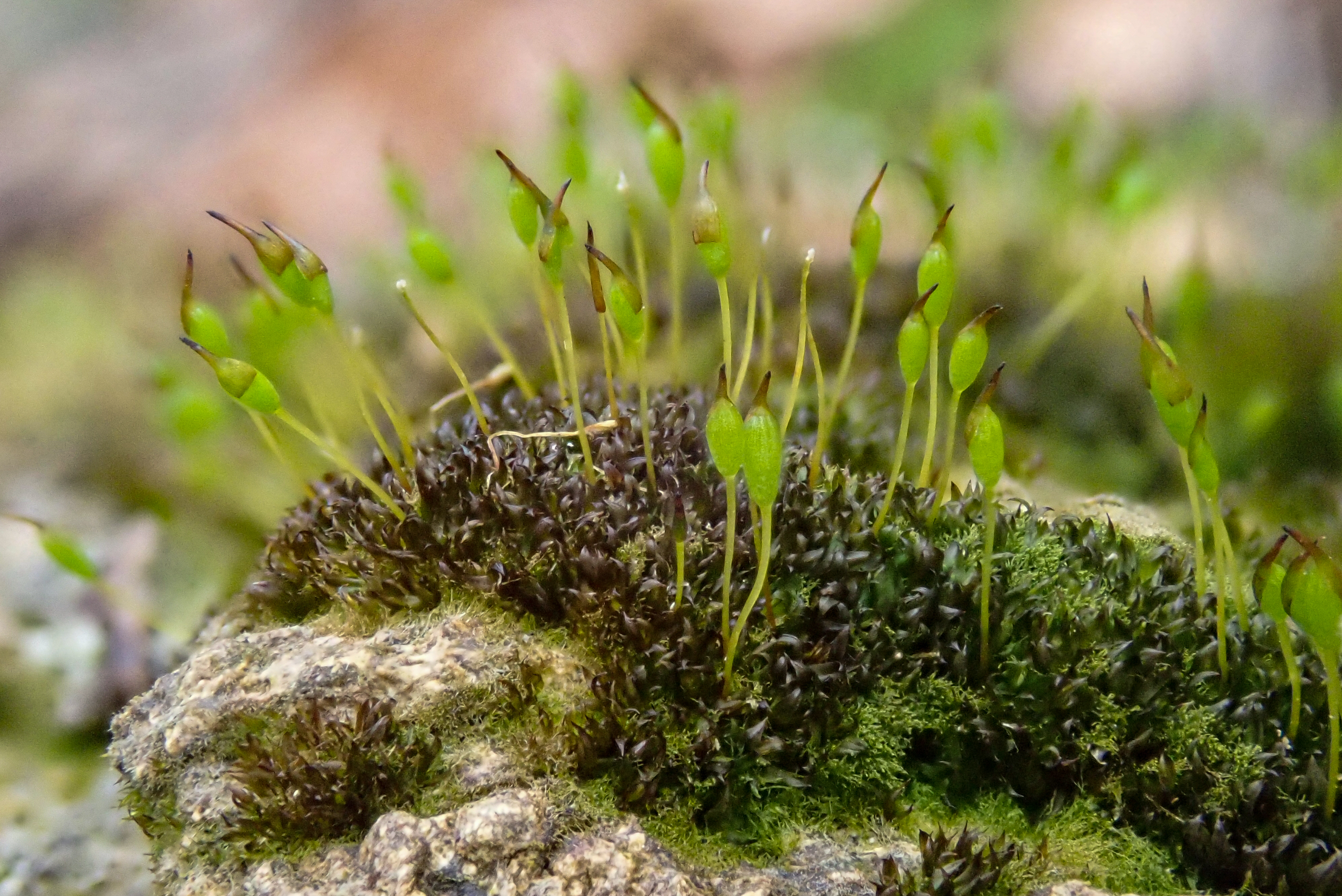
Codonoblepharon forsteri, une petite mousse inféodée aux écoulements provenant des dendrotelmes.

En Europe, ce sont les mousses Codonoblepharon forsteri, qui apprécie les écoulements d'eau chargée de tanin issus des dendrotelmes de Chênes et de Hêtre et Anacamptodon splachnoides qui apprécie l'humidité des dendrotelmes des forêts anciennes et profondes de Hêtre. Toutes deux ont une distribution rare et clairsemée et sont présentes en France. 

### Insectes

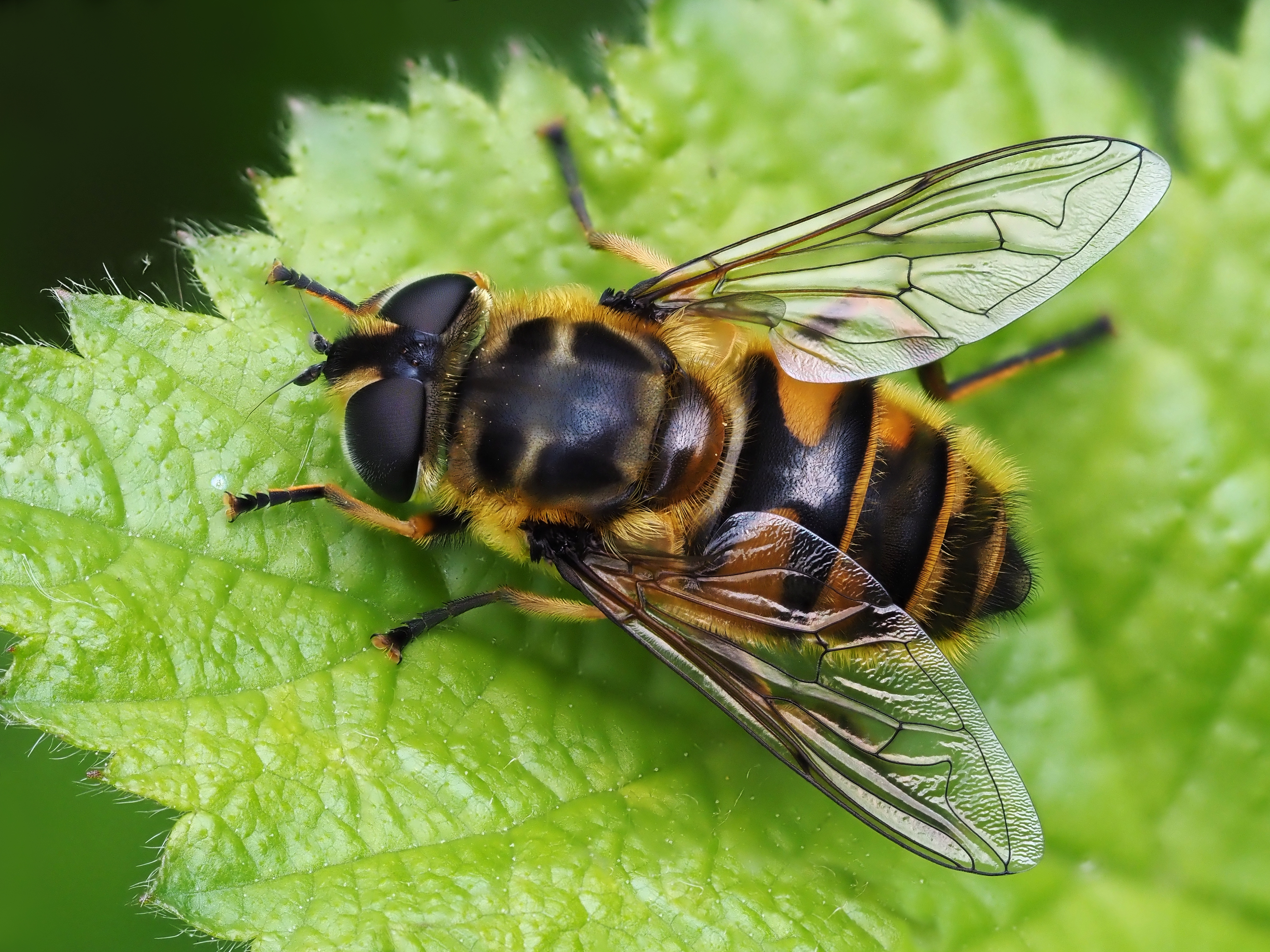
Myathropa florea, une mouche de la famille des Syrphidae dont la larve est inféodée au dendrotelme.

Chez les insectes, seuls les représentants de certaines espèces s'accommodent de ce milieu toxique Au moins 50% sont strictement inféodées à ce milieu, mais il n'arrive presque jamais que des représentants de toutes ces familles d'insectes soient présents dans un même dendrotelme,.
Ce sont des larves de Coléoptères des familles des Helodidae, des Dermestidae et des Scirtidae dont Prionocyphon serricornis et, surtout, des larves de Diptères des familles des Culicidae dont Aedes geniculatus, des Ceratopogonidae dont le genre Dasyhelea, des Psychodidae, des Stratiomyidae, des Syrphidae dont la Nord-américaine Mallota posticata et l'européenne Myathropa florea, des Muscidae, des Chironomidae dont Metriocnemus cavicola et des Dolichopodidae dont le genre Systenus,,. En Asie du sud-est, les larves de la libellule Lyriothemis tricolor sont inféodées aux dendrotelmes où elles prédatent d'autres organismes.

### Autres
Ces cavités sont également appréciées par des champignons aquatiques  de la division des Hyphomycètes, des Flagellés, des Rotifères, des Nématodes, des Oligochètes  de très petite taille ainsi que des microcrustacés,.